# Bessie Love
Bessie Love, pseudonimo di Juanita Horton (Midland, 10 settembre 1898 – Londra, 26 aprile 1986), è stata un'attrice statunitense che, negli anni Trenta, andò a vivere nel Regno Unito, dove prese la cittadinanza.
La sua carriera durò circa 70 anni: iniziò a recitare per il cinema ai tempi del muto.

## Biografia
Nata a Midland, nel Texas, frequentò fino all'ottavo grado la scuola locale. Quando il padre decise di trasferirsi con la famiglia a Hollywood, Bessie frequentò il Liceo di Los Angeles. Come premio per il conseguimento della laurea ricevette in regalo dai genitori il permesso di compiere un viaggio attraverso gli Stati Uniti che la tenne lontana sei mesi.

## Carriera

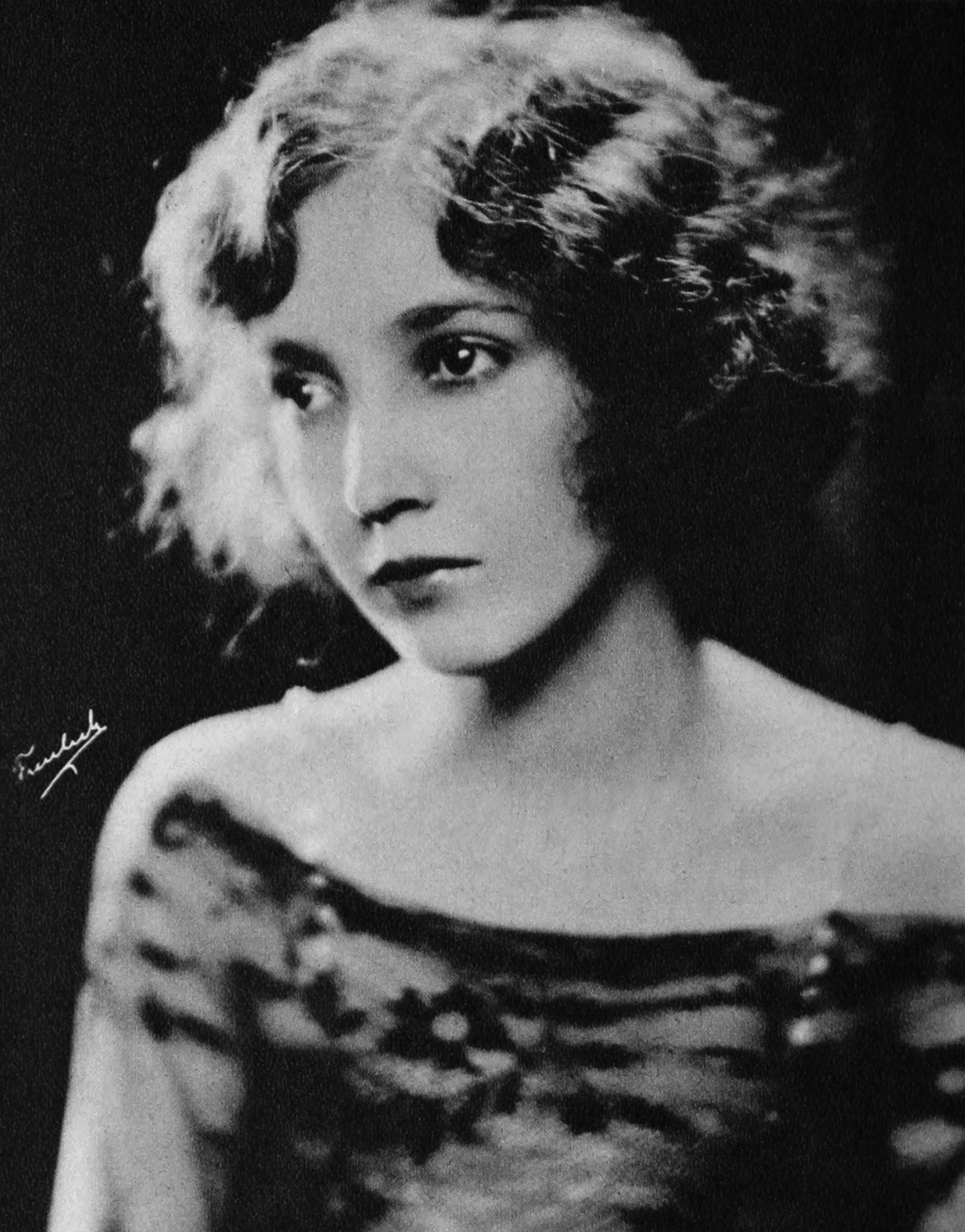
Bessie Love nel 1923

### L'era del muto
Bessie Love cominciò a lavorare per il cinema grazie a D.W. Griffith che le affidò piccoli ruoli in film come: La nascita di una nazione (1915) e Intolerance (1916). Lavorò anche per William S. Hart nel film The Aryan e con Douglas Fairbanks in I banditi del West, Reggie Mixes In, The Mystery of the Leaping Fish, Coyote o' The Rio Grande (tutti del 1916).
Nel 1922 il suo nome fu inserito fra quello delle vincitrici del concorso WAMPAS Baby Stars.
I suoi ruoli diventarono sempre più importanti, rendendola popolare. Nel 1925 girò The King on Main Street e Il mondo perduto (film di fantascienza tratto dal romanzo di Arthur Conan Doyle), in cui ricoprì il ruolo più importante della sua carriera. Tre anni più tardi fu protagonista di Il teatro di Minnie (1928), commedia romantica diretta dal giovane Frank Capra.

### L'era del sonoro
Nel 1930 fu candidata all'Oscar alla miglior attrice per la sua interpretazione in La canzone di Broadway. Apparve anche in Arcobaleno (1930), Good News (1930) e They Learned About Women (1930).
Nel 1932 la sua carriera statunitense stava declinando, così nel 1935 si trasferì in Gran Bretagna recitando occasionalmente in film di routine. Durante la Seconda Guerra Mondiale ritornò negli Stati Uniti lavorando per la Croce Rossa militare.
Alla fine della guerra tornò in Gran Bretagna. Continuò a lavorare in piccoli ruoli, sia lì che negli Stati Uniti. Apparve nei film La contessa scalza (1954) con Humphrey Bogart e The Greengage Summer (1961). Ebbe un piccolo ruolo anche in un film della serie James Bond, Agente 007 - Al servizio segreto di Sua Maestà (1969).
La sua carriera ricominciò a riprendere quota e negli anni ottanta fece un ritorno nei film Ragtime e Reds, entrambi del 1981. La sua ultima apparizione fu nell'horror Miriam si sveglia a mezzanotte (1983) di Tony Scott.
Love recitò in circa centotrenta fra film televisivi e film cinematografici.
Scrisse un romanzo da cui successivamente fu tratto il film Una principessa yankee.

## Vita personale
Dal matrimonio con il produttore William Hawks (fratello del regista Howard Hawks), durato dal 1929 al 1935, Bessie Love ebbe una figlia. L'attrice morì a Londra il 26 aprile 1986 per cause naturali. È sepolta presso il Breakspear Crematorium di Londra.

## Riconoscimenti
- WAMPAS Baby Stars (1922)
- Young Hollywood Hall of Fame (1908-1919)

## Filmografia

### Anni dieci
- Georgia Pearce (1915)
- Acquitted, regia di Paul Powell (1916)
- The Flying Torpedo, regia di John B. O'Brien, Christy Cabanne (1916)
- Il bandito della miniera d'oro (The Aryan), regia di Reginald Barker, William S. Hart e Clifford Smith (1916)
- I banditi del West (The Good Bad Man), regia di Allan Dwan (1916)
- Reggie Mixes In, regia di Christy Cabanne (1916)
- The Mystery of the Leaping Fish, regia di John Emerson - cortometraggio (1916)
- Stranded, regia di Lloyd Ingraham (1916)
- Intolerance, regia di David W. Griffith (1916)
- Hell-to-Pay Austin, regia di Paul Powell (1916)
- A Sister of Six, regia di Chester M. Franklin, Sidney Franklin (1916)
- The Heiress at Coffee Dan's, regia di Edward Dillon (1916)
- Nina, the Flower Girl, regia di Lloyd Ingraham (1917)
- A Daughter of the Poor, regia di Edward Dillon (1917)
- Cheerful Givers, regia di Paul Powell (1917)
- The Sawdust Ring, regia di Charles Miller, Paul Powell (1917)
- Wee Lady Betty, regia di Charles Miller (1917)
- Polly Ann, regia di Charles Miller (1917)
- The Great Adventure, regia di Alice Guy (1918)
- How Could You, Caroline?, regia di Frederick A. Thomson (1918)
- A Little Sister of Everybody, regia di Robert Thornby (1918)
- The Dawn of Understanding, regia di Charles R. Seeling, David Smith (1918)
- The Enchanted Barn, regia di David Smith (1919)
- Carolyn of the Corners, regia di Robert Thornby (1919)
- The Wishing Ring Man, regia di David Smith (1919)
- A Yankee Princess, regia di David Smith (1919)
- The Little Boss, regia di David Smith (1919)
- Cupid Forecloses, regia di David Smith (1919)
- Over the Garden Wall, regia di David Smith (1919)
- A Fighting Colleen, regia di David Smith (1919)
- Pegeen, regia di David Smith (1919)

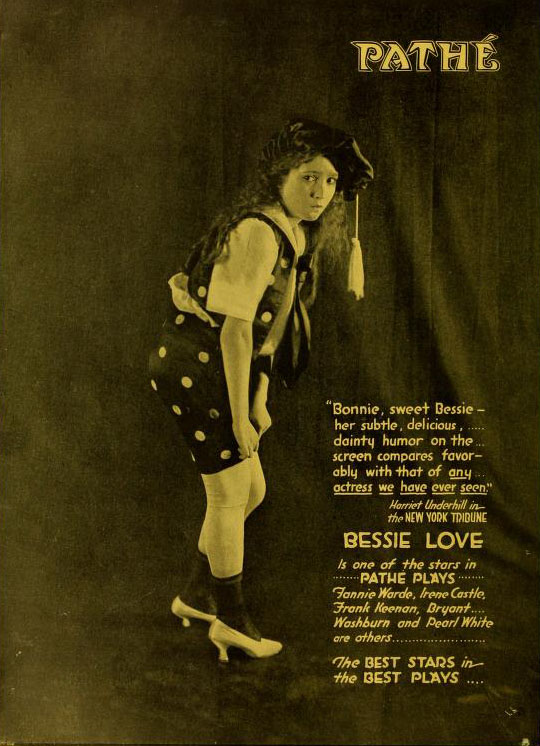
Pubblicità, 1918
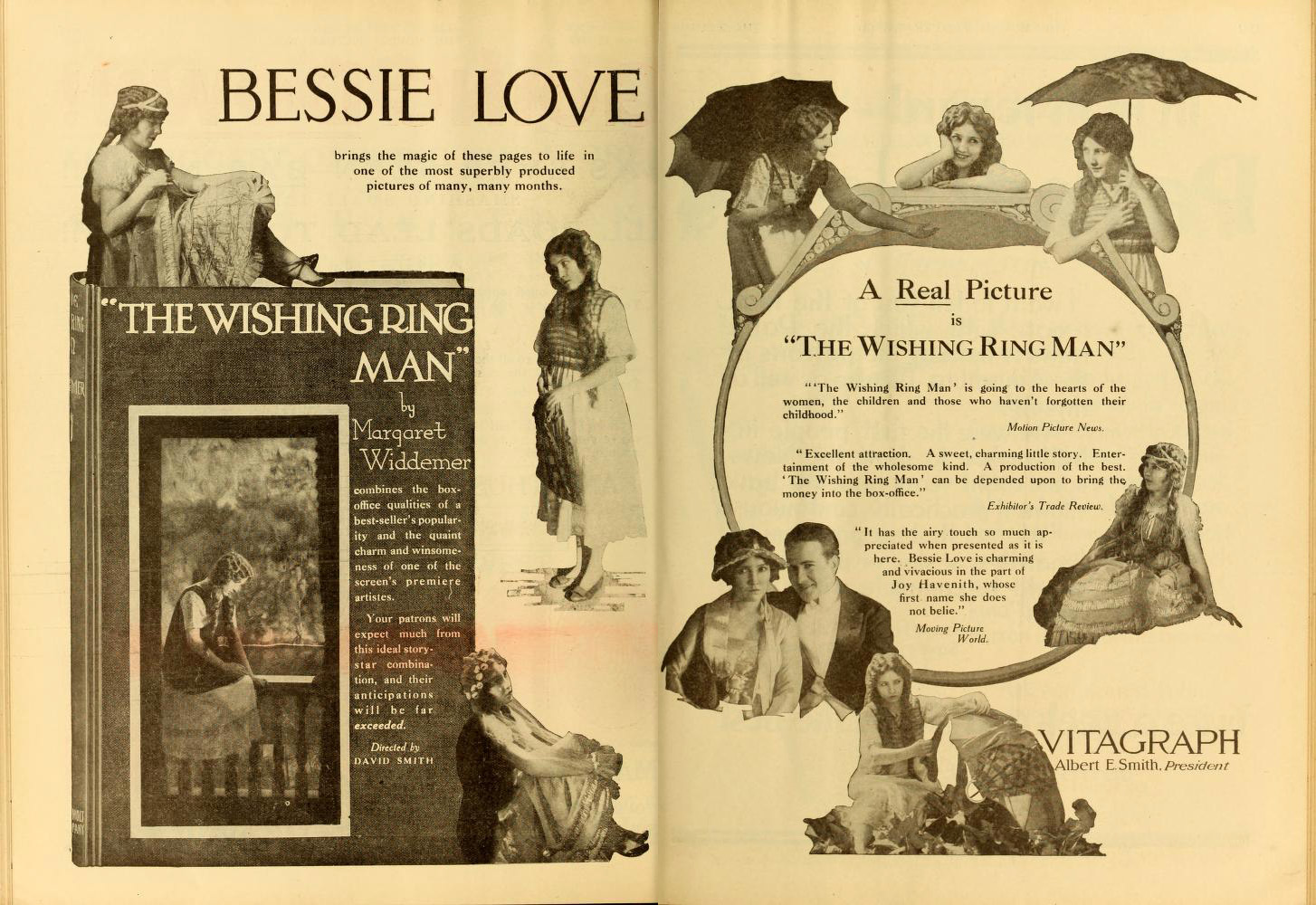
The Wishing Ring Man (1919)

### Anni venti
- Pegeen, regia di David Smith (1920)
- Bonnie May, regia di Joseph De Grasse e Ida May Park (1920)
- The Midlanders, regia di Joseph De Grasse e Ida May Park (1920)
- Penny of Top Hill Trail, regia di Arthur Berthelet (1921)
- The Honor of Ramirez, regia di Robert N. Bradbury (1921)
- The Spirit of the Lake, regia di Robert N. Bradbury (1921)
- The Swamp, regia di Colin Campbell (1921)
- The Sea Lion, regia di Rowland V. Lee (1921)
- The Vermilion Pencil, regia di Norman Dawn (1922)
- Forget Me Not, regia di W. S. Van Dyke (1922)
- Bulldog Courage, regia di Edward A. Kull (1922)
- Il fabbro del villaggio (The Village Blacksmith), regia di John Ford (1922)
- Deserted at the Altar, regia di William K. Howard, Albert H. Kelley (1922)
- Three Who Paid, regia di Colin Campbell (1923)
- The Ghost Patrol, regia di Nat Ross (1923)
- Purple Dawn, regia di Charles R. Seeling (1923)
- Human Wreckage, regia di John Griffith Wray, Dorothy Davenport (1923)
- The Eternal Three, regia di Marshall Neilan e Frank Urson (1923)
- Il conte di S. Elmo (St. Elmo), regia di Jerome Storm (1923)
- Slave of Desire, regia di George D. Baker (1923)
- Gentle Julia, regia di Rowland V. Lee (1923)
- Torment, regia di Maurice Tourneur (1924)
- The Woman on the Jury, regia di Harry O. Hoyt (1924)
- L'agguato (Those Who Dance), regia di Lambert Hillyer (1924)
- The Silent Watcher, regia di Frank Lloyd (1924)
- Dynamite Smith, regia di Ralph Ince (1924)
- Tramonto (Sundown), regia di Harry O. Hoyt e Laurence Trimble (1924)
- Tongues of Flame, regia di Joseph Henabery (1924)
- Il mondo perduto (The Lost World), regia di Harry Hoyt (1925)
- Sinfonia tragica (Soul-Fire), regia di John S. Robertson (1925)
- A Son of His Father, regia di Victor Fleming (1925)
- New Brooms, regia di William C. de Mille (1925)
- The King on Main Street, regia di Monta Bell (1925)
- The Song and Dance Man, regia di Herbert Brenon (1926)
- Mammina (Lovey Mary), regia di King Baggot (1926)
- Meet the Prince, regia di Joseph Henabery (1926)
- Young April, regia di Donald Crisp (1926)
- Going Crooked, regia di George Melford (1926)
- The American (alias The Flag Maker), regia di James Stuart Blackton (1927)
- Rubber Tires, regia di Alan Hale (1927)
- A Harp in Hock, regia di Renaud Hoffman (1927)
- Amateur Night, regia di Bryan Foy (1927)
- Dress Parade, regia di Donald Crisp (1927)
- Il teatro di Minnie (The Matinée Idol), regia di Frank Capra (1928)
- Sally of the Scandals, regia di Lynn Shores (1928)
- A New York si fa così (Anybody Here Seen Kelly?), regia di William Wyler (1928)
- La canzone di Broadway (The Broadway Melody), regia di Harry Beaumont (1929)
- The Idle Rich, regia di William C. de Mille (1929)
- The Girl in the Show, regia di Edgar Selwyn (1929)

### Anni trenta
- Arcobaleno (Chasing Rainbows), regia di Charles Reisner (1930)
- They Learned About Women, regia di Jack Conway (1930)
- Conspiracy, regia di Christy Cabanne (1930)
- Good News, regia di Nick Grinde (1930)
- See America Thirst, regia di William James Craft (1930)
- Morals for Women, regia di Mort Blumenstoc (1931)
- I Live Again, regia di Arthur Maude (1936)

### Anni quaranta
- Atlantic Ferry, regia di Walter Forde (1941)
- Journey Together, regia di John Boulting (1945)
- You Can't Take It with You, regia di John Boulting - film tv (1947)

### Anni cinquanta
- Il viaggio indimenticabile (No Highway - titolo USA No Highway in the Sky), regia di Henry Koster (1951)
- Stupenda conquista (The Magic Box), regia di John Boulting (1954)
- Penitenziario braccio femminile (The Weak and the Wicked), regia di J. Lee Thompson (1954)
- La contessa scalza (The Barefoot Countess), regia di Joseph L. Mankiewicz (1954)
- Lord Brummell (Beau Brummell), regia di Curtis Bernhardt (1955)
- Occhio alle donne (Touch and Go), regia di Michael Truman (1955)
- La storia di Esther Costello (The Story of Esther Costello), regia di David Miller (1957)
- Next to No Time, regia di Henry Cornelius (1958)
- Senza domani (Nowhere Go), regia di Seth Holt e Basil Dearden (1958)

### Anni sessanta
- Too Young to Love, regia di Muriel Box (1960)
- The Greengage Summer, regia di Lewis Gilbert (1961)
- La primavera romana della signora Stone (The Roman Spring of Mrs. Stone), regia di José Quintero (1961)
- The Wild Affair, regia di John Krish (1963)
- La stirpe dei dannati (Children of the Damned), regia di Anton Leader (1964)
- I Think They Call Him John, regia di John Krish (1964)
- Spogliarello per una vedova (Promise Her Anything), regia di Arthur Hiller (1965)
- Il papavero è anche un fiore (Poppies Are Also Flower), regia di Terence Young (1966)
- Battle Beneath the Earth, regia di Montgomery Tully (1967)
- Il complesso del sesso (I'll Never Forget What's is Name), regia di Michael Winner (1967)
- Isadora, regia di Karel Reisz (1968)
- Agente 007 - Al servizio segreto di Sua Maestà (On Her Majesty's Secret Service), regia di Peter R. Hunt (1969)

### Anni settanta
- Domenica maledetta domenica (Sunday Bloody Sunday), regia di John Schlesinger (1971)
- Catlow, regia di Sam Wanamaker (1971)
- Ossessione carnale (Vampyres), regia di José Ramón Larraz (1974)
- Il vizietto americano (The Ritz), regia di Richard Lester (1976)
- Gulliver nel paese di Lilliput (Gulliver's Travels), regia di Peter R. Hunt (1977)

### Anni ottanta
- L'amante di Lady Chatterley (Lady Chatterley's Lover), regia di Just Jaeckin (1981)
- Ragtime, regia di Miloš Forman (1981)
- Reds, regia di Warren Beatty (1981)
- Miriam si sveglia a mezzanotte (The Hunger), regia di Tony Scott (1983)

## Doppiatrici italiane
- Ria Saba in La contessa scalza
- Renata Marini in La stirpe dei dannati
- Isa Bellini in Domenica, maledetta domenica
- Laura Carli in Catlow
- Wanda Tettoni in Ragtime